# Anthoxanthum horsfieldii
Anthoxanthum horsfieldii är en gräsart som först beskrevs av John Johannes Joseph Bennett, och fick sitt nu gällande namn av John Raymond Reeder. Anthoxanthum horsfieldii ingår i släktet vårbroddssläktet, och familjen gräs.
Artens utbredningsområde är Java.

## Underarter
Arten delas in i följande underarter:
- A. h. angustum
- A. h. borneense
- A. h. celebicum
- A. h. ceramense
- A. h. formosanum
- A. h. japonicum
- A. h. luzoniense
- A. h. siamense
- A. h. sumatranum
- A. h. viridescens